# Вишакис
Вишакис (лит. Višakis) — река на юго-западе Литвы, приток Шешупе. Протекает по Каунасскому, Вилкавишкскму и Шакяйскому районам. Длина реки — 44,5 км, площадь бассейна — 332,8 км². Средний расход воды — 1,86 м³/с.

## Течение
Берёт начало в заболоченном лесном массиве в 5 км к северо-западу от Эжерелиса. Течёт в южном и юго-западном направлении. Ширина реки в нижнем течении около 6 м, глубина до 0,8 м. Впадает в Шешупе справа у местечка Пильвишкяй.

## Населённые пункты
На берегу реки расположены населённые пункты Гаранкщяй, Прусокай, Вишакё-Руда и другие.

## Притоки
Самый большой приток — Юре (левый). Другие притоки: Норейкуне, Юдре.

## Этимология
Название происходит от *visšakis: vis(ų) ('все') и šaka ('ветвь' = 'всеветвистая река').